# Akkelpur
Akkelpur è un sottodistretto (upazila) del Bangladesh situato nel distretto di Joypurhat, divisione di Rajshahi. Si estende su una superficie di 139,47 km² e conta una popolazione di 137.619  abitanti (censimento 2011).